# 神田聖司
神田 聖司（かんだ まさかず、1994年1月4日 - ）は、日本の俳優であり、C.I.A.のメンバーである。
千葉県出身。キューブ所属。

## 略歴
2016年より俳優としての活動を開始。2017年、『男水！』で舞台初出演。
2025年、スーパー戦隊シリーズ50周年作品『ナンバーワン戦隊ゴジュウジャー』に暴神竜儀 / ゴジュウティラノ役でレギュラー出演。

## 人物
趣味はダーツと映画鑑賞、特技は野球とバスケットボール。小学校教諭一種免許、ソフトダーツパーフェクトプロ資格を保有している。
新型コロナウイルスによる外出自粛期間中に絵本を作成し始めたことをきっかけに絵を描き始め、現在は絵の販売も行っている。

## 出演

### テレビドラマ
- 花のち晴れ〜花男 Next Season〜（2018年4月 - 6月、TBS） - 宮道晃 役
- 文学処女 第2話（2018年9月、TBS）
- 初めて恋をした日に読む話 第7話（2019年2月、TBS）
- テッパチ! 第4話（2022年7月、フジテレビ） - 高木 役
- ギークス〜警察署の変人たち〜 第4話（2024年7月25日、フジテレビ） - 中山健一 役[3]
- バントマン 第7話（2024年11月23日、東海テレビ・フジテレビ系） - 営業部社員 役
- ナンバーワン戦隊ゴジュウジャー（2025年2月16日 - 、テレビ朝日） - 暴神竜儀 / ゴジュウティラノ 役[4]

### 映画
- ナンバーワン戦隊ゴジュウジャー 復活のテガソード（2025年7月25日、東映） - 暴神竜儀 / ゴジュウティラノ 役[5]

### 舞台
- 男水！（2017年5月、シアター1010 他）
- Cucumber＋三鷹市芸術文化センターPresents土田英生セレクション vol.4「きゅうりの花」（2017年7月 - 8月、三鷹市芸術文化センター 星のホール 他） - 重松正文 役
- OZMAFIA!!（2017年9月、全労済ホール スペース・ゼロ） - ユーディ 役
- tetsutaro produce vol.4『クジラの歌』（2018年8月 - 9月、下北沢 GEKI地下リバティ） - 白井 役
- ハイパープロジェクション演劇「ハイキュー!!」（2018年） - 国見英 役
  - ハイパープロジェクション演劇「ハイキュー!!」 "最強の場所"（2018年10月 - 12月、TOKYO DOME CITY HALL 他）
- 舞台版「BLACK BIRD」（2019年3月、銀座博品館劇場） - 烏水祥 役
- ナイスコンプレックス プロデュース公演第3弾『12人の怒れる男』（2019年7月、TACCS1179） - 陪審員第10号 役
- ハイパープロジェクション演劇「ハイキュー!!」（2019年） - 国見英 役
  - ハイパープロジェクション演劇『ハイキュー!!』〝飛翔〞（2019年11月 - 12月、TOKYO DOME CITY HALL 他）
- 劇メシ presented byアート引越センターBetsuBara.02『アイ・アム・エー・アイ 〜I★M★A★I〜』（2020年2月 - 3月、イタリアンダイニング カリーナ 他） - 湯水流 役
- ナイスコンプレックス プロデュース公演第5弾『12人の怒れる男』（2020年7月 - 8月、銀座 博品館劇場 他） - 陪審員第10号 役
- ぐりむの法則×一人芝居『うぶ声』男版（2020年10月 - 11月、新宿眼科画廊） - 画家 役
- CONTE STAGE 『休日の夢』（2020年11月、遊空間がざびぃ）
- ハイパープロジェクション演劇「ハイキュー!!」（2021年） - 国見英 役
  - ハイパープロジェクション演劇「ハイキュー!!」”頂の景色・2″（2021年3月 - 4月、TOKYO DOME CITY HALL 他） - 映像出演のみ
- πTOKYOプロデュース公演『記憶観覧車』（2021年4月、πTOKYO） - 弟 役
- 劇団papercraft 第5回公演「殻」（2022年2月、浅草九劇） - 杉山海里 役
- メンバー募集　「LIFE」（2022年9月 - 10月、STUDIO ZAP!） - 八雲真司 役　他

### ネットムービー
- ゴジュウジャー補ジュウ計画 ナンバーワン懺悔室（2025年、東映特撮ファンクラブ） - 暴神竜儀 役

### CM
- 政府広報 コロナ対策CM「keepsafefor」篇（2021年）
- オービックビジネスコンサルタント『奉行クラウド』でデジタル化 経理篇/人事労務篇（2021年）

### MV
- wacci「足りない」（2020年）